# Live Undead
Live Undead – pierwszy album koncertowy amerykańskiej thrashmetalowej grupy Slayer, wydany w 1984. 
Płyta zawiera utwory z koncertu w Nowym Jorku, będącego częścią trasy koncertowej "Haunting North America Tour".

## Lista utworów[2]
1. Black Magic – 3:56
2. Die by the Sword – 4:01
3. Show No Mercy – 3:04
4. Captor of Sin – 3:32
5. Haunting the Chapel – 3:56
6. The Final Command – 2:33

## Twórcy
- Tom Araya – gitara basowa, śpiew
- Jeff Hanneman – gitara
- Kerry King – gitara
- Dave Lombardo – perkusja